# Gregorio Forbicini
Gregorio Forbicini (falecido em 1579) foi um prelado católico romano que serviu como bispo de Strongoli (1572–1579).

## Biografia
No dia 23 de janeiro de 1572, Gregorio Forbicini foi nomeado bispo de Strongoli durante o papado de Pio V. A 27 de janeiro de 1572, foi consagrado bispo por Giulio Antonio Santorio, Arcebispo de Santa Severina, tendo Thomas Goldwell, Bispo de Santo Asaph, e Giuseppe Pamphilj, Bispo de Segni, servindo como co-consagradores. Serviu como bispo de Strongoli até à sua morte em 1579.